# Sérgio Lacerda
Sérgio Lacerda Livramento (Florianópolis, 28 de fevereiro de 1964) é um treinador e ex-jogador de futsal brasileiro. Atualmente, dirige o Pato Futsal.

## Carreira
Lacerda inicou sua carreira como atleta de futsal em 1976, nas categorias de base do Besc, de Santa Catarina, onde ficou até ser contratado pelo Tigre, de Joinville, que era treinado por Fernando Ferretti. Depois, teve passagens pelo Sadia, pelo Perdigão, pela Enxuta, por clubes da Espanha e encerrou a carreira no Cascavel, onde foi efetivado treinador em 2001. Após, seguiu para o São Lourenço Futsal, onde foi o responsável por revelar o atleta Gadeia. Em 2005, assumiu o comando do Tapejara Futsal, conseguindo uma terceira colocação na Série Ouro do Campeonato Gaúcho de Futsal daquele ano.
Seu primeiro título veio em 2006, enquanto técnico do Atlético Patobranquense, sendo campeão da Chave Ouro do Campeonato Paranaense daquele ano. Teve passagens pela Universidade de Caxias do Sul, Foz Futsal, Associação Lajeado de Futsal, Florianópolis Futsal e Marreco Futsal.
Assumiu em 2017 pela terceira vez o comando da equipe do Pato Futsal. No primeiro ano, foi campeão da Chave Ouro do Estaudal de 2017 em cima do rival Marreco. Em 2018, elevou o nome do Pato ao cenário nacional ao conquistar dois títulos sobre o Atlântico, ambos em Erechim: a Taça Brasil de Futsal de 2018 e a Liga Nacional de Futsal de 2018. Em 2019, voltou a triunfar na Liga Futsal daquele ano, ao vencer o Magnus nas duas partidas das finais, e ainda foi escolhido como o melhor treinador da competição.